# Regierungsbezirk Aachen

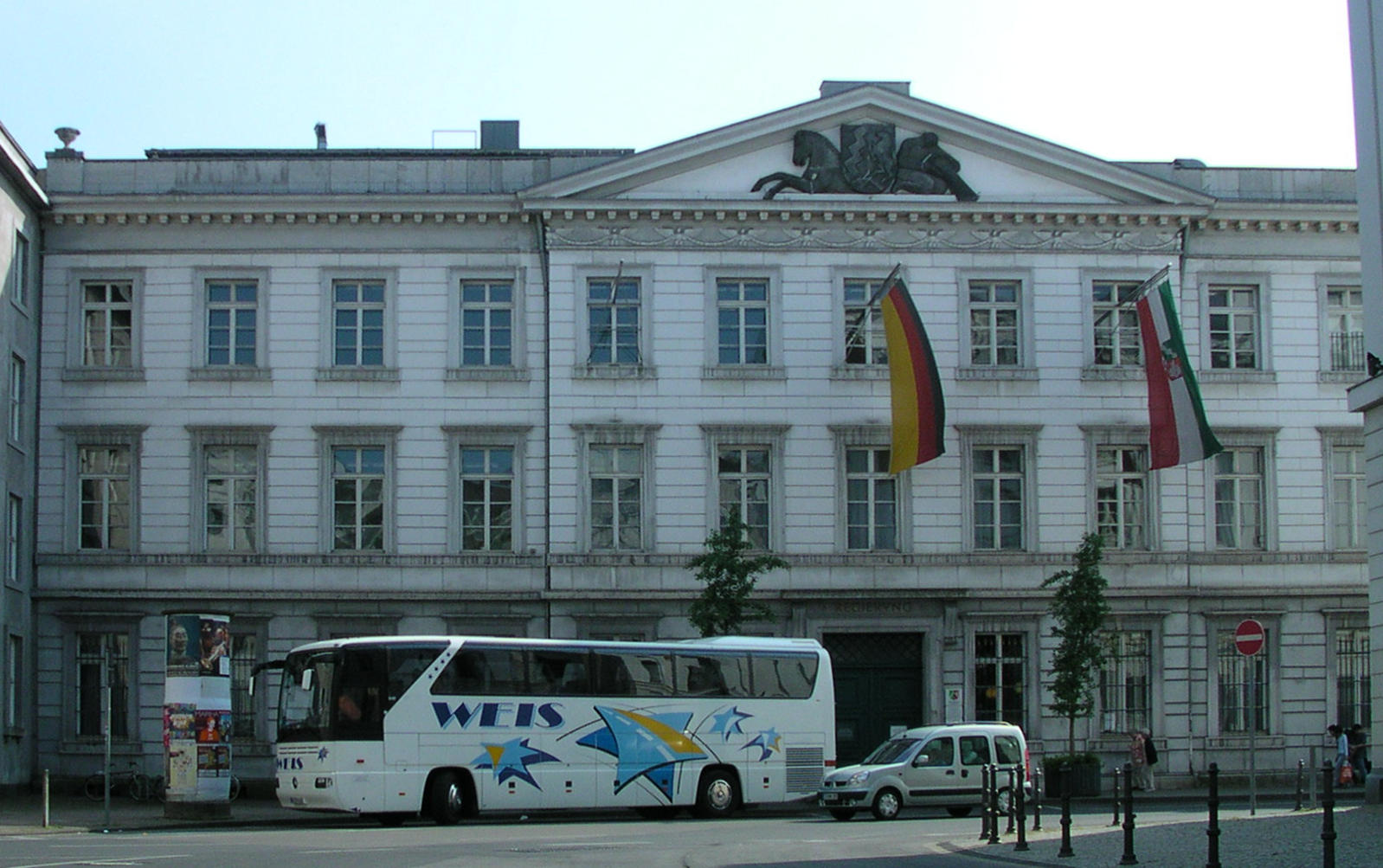
Regierungsbezirk Aachens gamla kanslibyggnad.

Regierungsbezirk Aachen var ett regeringsområde i västra Tyskland som existerade åren 1816–1972.
Regeringsområdet grundades som en del av den preussiska Rhenprovinsen 1816. År 1900 hade det en yta på 4 155 km² och hade en befolkning på 614 964 invånare.
Efter Preussens upplösning 1947 uppgick regeringsområdet i det nybildade förbundslandet Nordrhein-Westfalen. År 1927 slogs Regierungsbezirk Aachen samman med Regierungsbezirk Köln. 

## Källa
Den här artikeln är helt eller delvis baserad på material från Nordisk familjebok, Aachen, 1904–1926.